# Fågelsjö kapell
Fågelsjö kapell är ett kapell som tillhör Los-Hamra församling i  Uppsala stift.

## Kyrkobyggnaden
Fram till det att det nuvarande kapellet i Fågelsjö uppfördes 1862 - 1869, hölls kyrkliga förrättningar i tillfälliga lokaler. Det timrade kapellet bestod ursprungligen av två rum, varav det ena användes som gudstjänstlokal och det andra som skola. Kapellets nuvarande utformning härrör emellertid från en genomgripande restaurering 1931. Kapellet har en stomme av liggtimmer och vilar på en vitputsad stengrund. Ytterväggarna är klädda med stående panel. Yttertaket var ursprungligen klätt med träspån men är numera klätt med enkupigt lertegel. Kyrkorummets väggar är svagt grå, med mörkare tandlist närmast det platta innertaket.
En klockstapel står bakom kapellet. Söder om byvägen, på motsatt sida om kapellet, finns en kyrkogård. Norr om kapellet finns ett bårhus.

## Inventarier
- Altarprydnaden är en vävnad komponerad 1933 av Märta Måås-Fjetterström. Motivet är "Liljorna på marken" från Matt 6:28. Vävnaden omges av klassicerande pilastrar.

## Bildgalleri

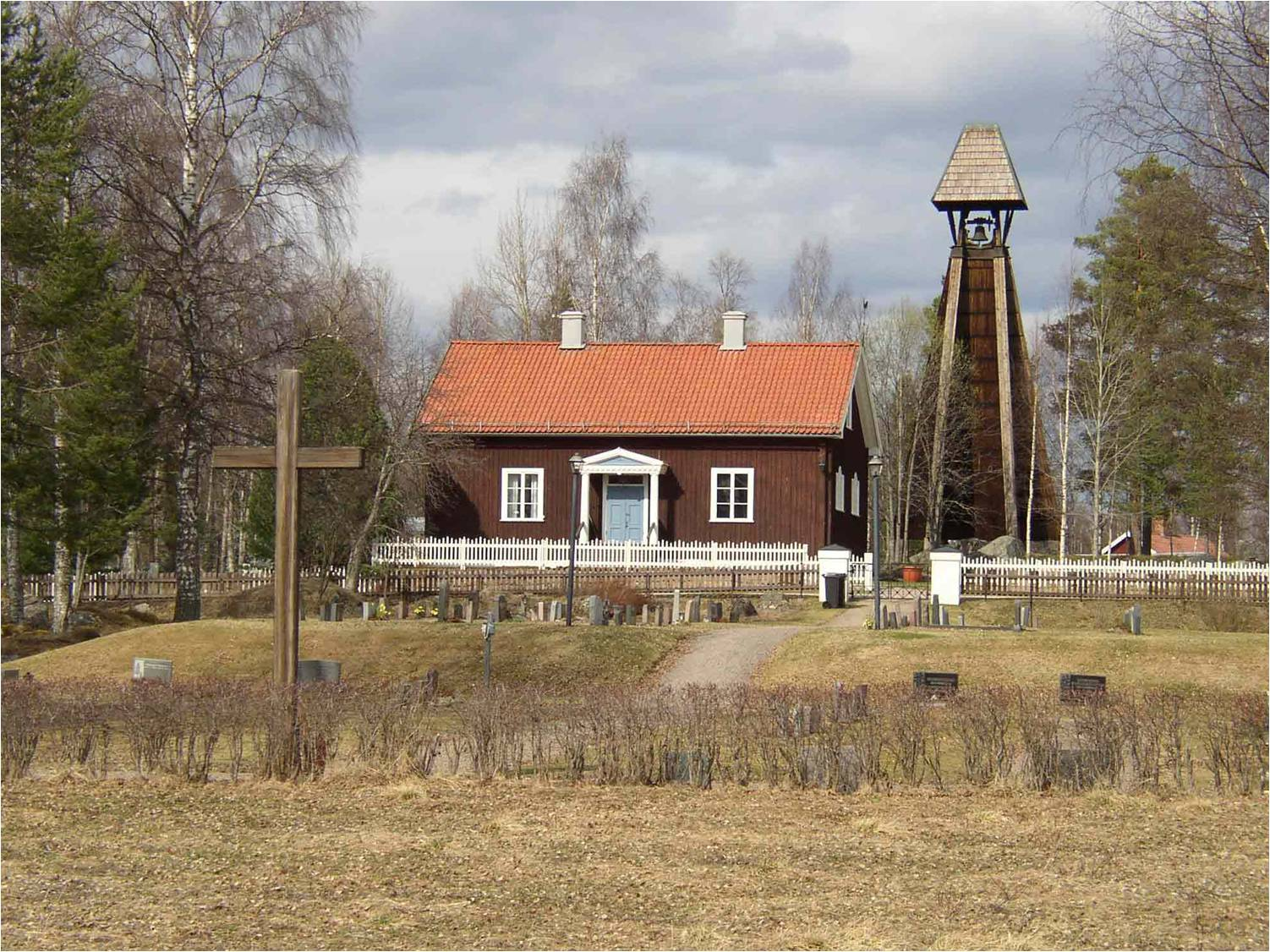
Kapell med klockstapel
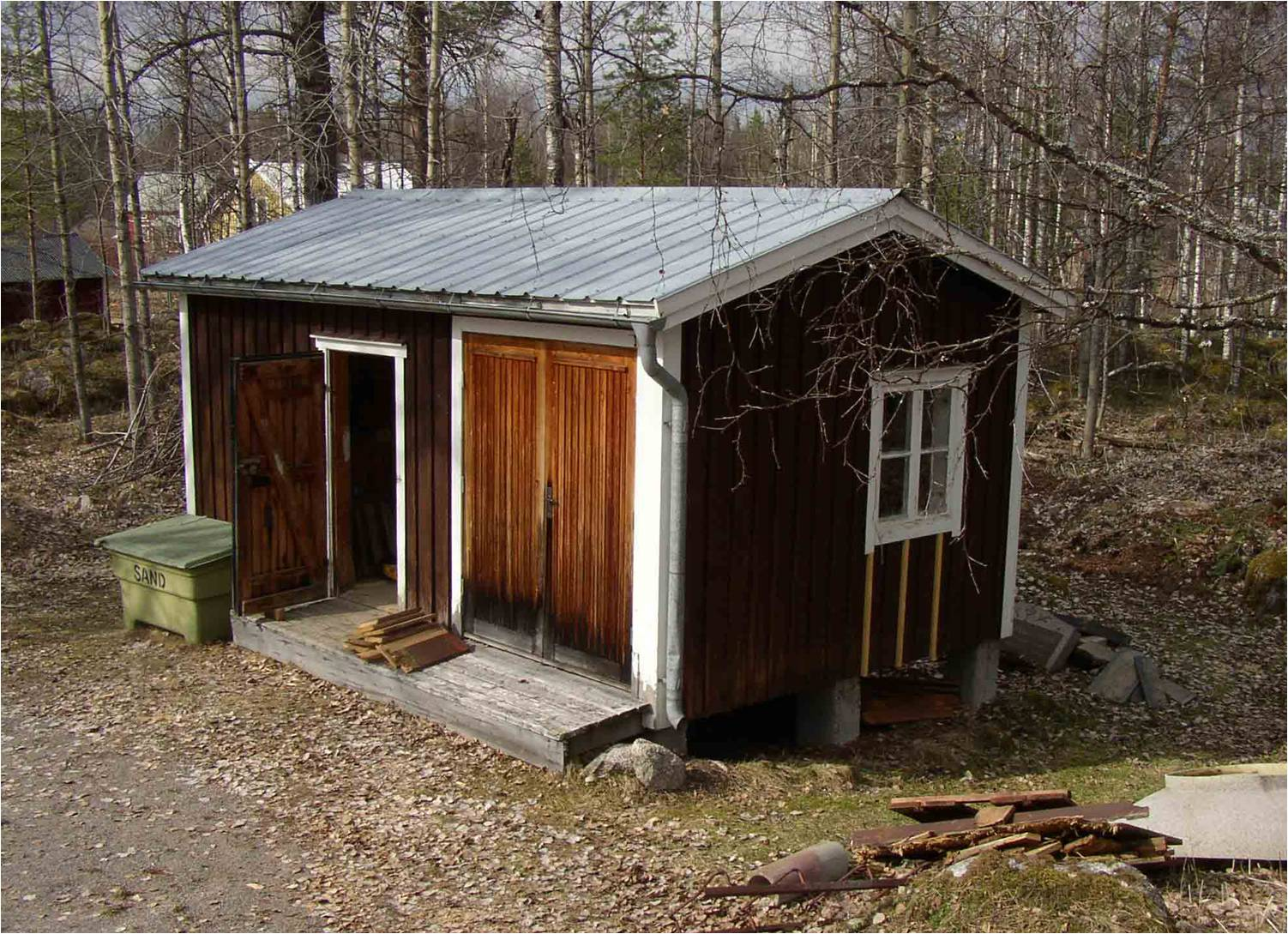
Bårhus
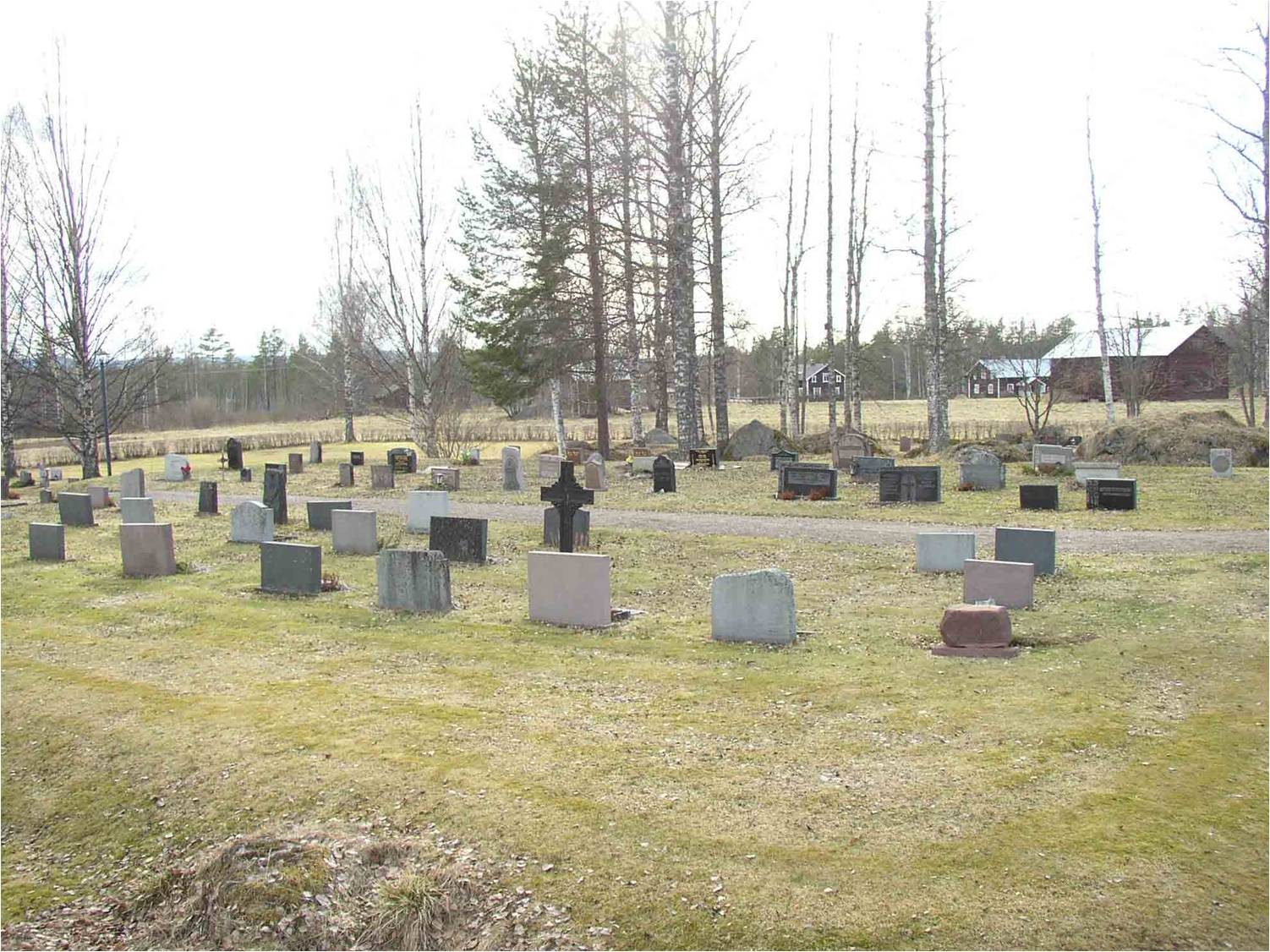
Kyrkogård